# Iglesia de San Esteban (Lovingos)
La iglesia de San Esteban Promártir es un templo de culto católico ubicado en la localidad de Lovingos, entidad local menor del municipio de Cuéllar, en la provincia de Segovia.
Se accede a la iglesia a través de un porche que se usa como capilla de invierno. Es un templo románico al que se le añade una cabecera barroca en el siglo XVIII, resultando una planta de cruz latina. De la iglesia medieval, el elemento más reconocible es la portada mudéjar de cuatro roscas. El transepto se cubre con una cúpula muy rebajada, mientras que el presbiterio y los brazos lo hacen con bóvedas de lunetos. El retablo mayor también es barroco, pero anterior a la cabecera. Por su forma podemos suponer que la cabecera románica se cubría con bóveda de medio cañón.